# トロイのヘレン
『トロイのヘレン』（トロイのヘレン、Helen of Troy）は、1955年製作、1956年に公開されたアメリカ合衆国の叙事詩的映画。ホメーロスによる叙事詩『イーリアス』と『オデュッセイア』から、トロイア戦争を題材にしたスペクタクル史劇である。監督はロバート・ワイズ。出演はロッサナ・ポデスタなど。撮影はハリー・ストラドリング、音楽はマックス・スタイナーが担当した。シネマスコープ作品。クレジットはされていないが、ラオール・ウォルシュが一部演出を担当している。
日本でのソフト発売時の題は『ヘレン・オブ・トロイ』。

## キャスト
| 役名           | 俳優                       | 日本語吹替 | 日本語吹替 |
| 役名           | 俳優                       | NHK版      | NET版      |
| -------------- | -------------------------- | ---------- | ---------- |
| ヘレン         | ロッサナ・ポデスタ         | 真山知子   | 池田昌子   |
| パリス         | ジャック・セルナス         | 堀勝之祐   | 中田浩二   |
| プライアム     | セドリック・ハードウィック |            |            |
| メネラウス     | ナイアル・マクギニス       |            | 富田耕生   |
| アキレス       | スタンリー・ベイカー       |            | 森山周一郎 |
| ヘクター       | ハリー・アンドリュース     |            |            |
| ポリドラス     | ロバート・ブラウン         |            | 仁内達之   |
| アガメムノン   | ロバート・ダグラス         |            | 青野武     |
| ユリシーズ     | トリン・サッチャー         |            | 家弓家正   |
| パトロクロス   | テレンス・ロンドン         |            |            |
| エイジャックス | マクスウェル・リード       |            |            |
| アンドラステ   | ブリジット・バルドー       |            | 杉山佳寿子 |
| ヘカベー       | ノラ・スウィンバーン       |            | 麻生美代子 |
| アイネイアース | ロナルド・ルイス           |            |            |
| カサンドラ     | ジャネット・スコット       |            | 岡本茉莉   |
| アンドロス     | エドュアルド・シャネリ     |            |            |
| ディオメデス   | マーク・ローレンス         |            |            |
| ナレーター     | ジャック・セルナス         |            | 大木民夫   |

- NHK版：初回放送1970年1月11日『劇映画』[4]
- NET版：初回放送1974年1月27日『日曜洋画劇場』